# Maria de las Mercedes di Baviera
Maria de las Mercedes di Baviera (Madrid, 3 ottobre 1911 – Madrid, 11 settembre 1953) era la figlia di Ferdinando Maria di Baviera e dell'infanta Maria Teresa di Spagna.
Anche se era considerata principessa di Baviera per nascita, la sua vicinanza alla famiglia reale spagnola le permise di ottenere il titolo di Infanta di Spagna.

## Biografia
Maria de las Mercedes nacque a Madrid nel 1911, durante il regno di suo zio materno, Alfonso XIII. Venne battezzata María de las Mercedes de la Paz Teresa María Fernanda Cristina Adalberta Isidra Raimunda Antonia Josefa Francisca de Borja Jesusa Fausta e di Tutti i Santi. Suo padre, Ferdinando Maria di Baviera, aveva sposato nel 1906 la propria cugina, la principessa Maria Teresa di Borbone, seconda figlia del defunto Alfonso XII e di Maria Cristina. Invece di stabilirsi nella sua casa bavarese, Fernando e Maria Teresa andarono a vivere in un palazzo situato a Cuesta de la Vega, nei pressi del palazzo reale di Madrid.
Maria de las Mercedes perse la madre quando aveva solo un anno. Ferdinando si risposò tra la nobiltà spagnola: la seconda moglie fu María Luisa de Silva y Fernández de Henestrosa, duchessa de Talavera de la Reina, figlia di Luis de Silva y Fernández, X conte de Pie de Concha e di María de los Dolores Fernández de Henestrosa y Fernández de Córdoba. Da lei non ebbe figli.
Dopo la proclamazione della Seconda Repubblica spagnola nel 1931, Maria de las Mercedes e la sua famiglia andarono in esilio in Germania e durante questo periodo avrebbe iniziato un libro di poesie intitolato Amore. Maria de las Mercedes apparteneva all'Ordine di Malta.

## Matrimonio

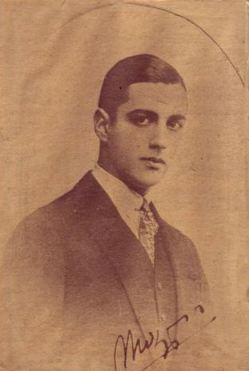
Il principe Irakly, marito dell'infanta Maria de las Mercedes

Il 29 agosto del 1946 sposò a San Sebastián il principe Irakli Bagration-Mukhrani (1909 - 1977), che era rimasto vedovo nel 1944 della sua seconda moglie; il principe apparteneva a un'antica famiglia che aveva governato fino al XVIII secolo la Georgia, fino alla sua annessione all'impero russo. Suo padre era il principe Georgi Bagration-Mukhrani e una delle sorelle era Leonida (1914 - 2010), che avrebbe sposato qualche anno più tardi il granduca Vladimir di Russia (1917 - 1992).
Irakly e María de las Mercedes vissero nel palazzo che aveva la sua famiglia a Madrid. Nella stessa città sarebbero nato due figli:
- principessa María de la Paz Victoria Tamara Elena Antonieta Bagration-Mukhranskaya (n. 1947), sposata con figli.
- principe Bagrat Juan María Bagration-Mukhransky (1949-2017), sposato con figli.

## Morte
L'Infanta Maria de las Mercedes morì a Madrid nel 1953 a causa di problemi di cuore. Il suo corpo fu sepolto nel monastero dell'Escorial.

## Ascendenza
|                                   |                                      |                                       | Genitori                              |  |  | Nonni |  |  | Bisnonni             |  |  | Trisnonni             |  |
|                                   |                                      |                                       |                                       |  |  |       |  |  | Adalberto di Baviera |  |  | Ludovico I di Baviera |  |
|                                   |                                      |                                       |                                       |  |  |       |  |  | Adalberto di Baviera |  |  | Ludovico I di Baviera |  |
|                                   |                                      | Teresa di Sassonia-Hildburghausen     |                                       |  |  |       |  |  | Adalberto di Baviera |  |  |                       |  |
| Ludovico Ferdinando di Baviera    |                                      |                                       |                                       |  |  |       |  |  | Adalberto di Baviera |  |  |                       |  |
|                                   |                                      | Amalia Filippina di Borbone-Spagna    | Francesco di Paola di Borbone-Spagna  |  |  |       |  |  |                      |  |  |                       |  |
|                                   |                                      | Amalia Filippina di Borbone-Spagna    | Francesco di Paola di Borbone-Spagna  |  |  |       |  |  |                      |  |  |                       |  |
|                                   |                                      | Amalia Filippina di Borbone-Spagna    | Luisa Carlotta di Borbone-Due Sicilie |  |  |       |  |  |                      |  |  |                       |  |
| Ferdinando Maria di Baviera       |                                      | Amalia Filippina di Borbone-Spagna    |                                       |  |  |       |  |  |                      |  |  |                       |  |
|                                   |                                      | Francesco d'Assisi di Borbone-Spagna  | Francesco di Paola di Borbone-Spagna  |  |  |       |  |  |                      |  |  |                       |  |
|                                   |                                      | Francesco d'Assisi di Borbone-Spagna  | Francesco di Paola di Borbone-Spagna  |  |  |       |  |  |                      |  |  |                       |  |
|                                   |                                      | Francesco d'Assisi di Borbone-Spagna  | Luisa Carlotta di Borbone-Due Sicilie |  |  |       |  |  |                      |  |  |                       |  |
| Maria de la Paz di Borbone-Spagna |                                      | Francesco d'Assisi di Borbone-Spagna  |                                       |  |  |       |  |  |                      |  |  |                       |  |
|                                   |                                      | Isabella II di Spagna                 | Ferdinando VII di Spagna              |  |  |       |  |  |                      |  |  |                       |  |
|                                   |                                      | Isabella II di Spagna                 | Ferdinando VII di Spagna              |  |  |       |  |  |                      |  |  |                       |  |
|                                   |                                      | Isabella II di Spagna                 | Maria Cristina di Borbone-Due Sicilie |  |  |       |  |  |                      |  |  |                       |  |
| Maria de las Mercedes di Baviera  |                                      | Isabella II di Spagna                 |                                       |  |  |       |  |  |                      |  |  |                       |  |
|                                   | Francesco d'Assisi di Borbone-Spagna | Francesco di Paola di Borbone-Spagna  |                                       |  |  |       |  |  |                      |  |  |                       |  |
|                                   | Francesco d'Assisi di Borbone-Spagna | Francesco di Paola di Borbone-Spagna  |                                       |  |  |       |  |  |                      |  |  |                       |  |
|                                   | Francesco d'Assisi di Borbone-Spagna | Luisa Carlotta di Borbone-Due Sicilie |                                       |  |  |       |  |  |                      |  |  |                       |  |
| Alfonso XII di Spagna             | Francesco d'Assisi di Borbone-Spagna |                                       |                                       |  |  |       |  |  |                      |  |  |                       |  |
|                                   |                                      | Isabella II di Spagna                 | Ferdinando VII di Spagna              |  |  |       |  |  |                      |  |  |                       |  |
|                                   |                                      | Isabella II di Spagna                 | Ferdinando VII di Spagna              |  |  |       |  |  |                      |  |  |                       |  |
|                                   |                                      | Isabella II di Spagna                 | Maria Cristina di Borbone-Due Sicilie |  |  |       |  |  |                      |  |  |                       |  |
| Maria Teresa di Borbone-Spagna    |                                      | Isabella II di Spagna                 |                                       |  |  |       |  |  |                      |  |  |                       |  |
|                                   |                                      | Carlo Ferdinando d'Asburgo-Teschen    | Carlo d'Asburgo-Teschen               |  |  |       |  |  |                      |  |  |                       |  |
|                                   |                                      | Carlo Ferdinando d'Asburgo-Teschen    | Carlo d'Asburgo-Teschen               |  |  |       |  |  |                      |  |  |                       |  |
|                                   |                                      | Carlo Ferdinando d'Asburgo-Teschen    | Enrichetta di Nassau-Weilburg         |  |  |       |  |  |                      |  |  |                       |  |
| Maria Cristina d'Asburgo-Teschen  |                                      | Carlo Ferdinando d'Asburgo-Teschen    |                                       |  |  |       |  |  |                      |  |  |                       |  |
|                                   |                                      | Elisabetta Francesca d'Asburgo-Lorena | Giuseppe d'Asburgo-Lorena             |  |  |       |  |  |                      |  |  |                       |  |
|                                   |                                      | Elisabetta Francesca d'Asburgo-Lorena | Giuseppe d'Asburgo-Lorena             |  |  |       |  |  |                      |  |  |                       |  |
|                                   |                                      | Elisabetta Francesca d'Asburgo-Lorena | Maria Dorotea di Württemberg          |  |  |       |  |  |                      |  |  |                       |  |
|                                   |                                      | Elisabetta Francesca d'Asburgo-Lorena |                                       |  |  |       |  |  |                      |  |  |                       |  |